# Fridlev Skrubbeltrang
Fridlev Skrubbeltrang (5. august 1900 i Bjergby – 12. februar 1988) var en dansk historiker, lektor, dr.phil. med speciale i landbrugshistorie.
Fridlev Skrubbeltrang havde et langt aktivt forfatterskab. Han debuterede i 1938 med Den danske Bonde 1788-1938 og modtog i 1984 Landbrugsrådets Kulturpris.
Skrev bl.a. Husmænd og Husmandsbevægelse gennem Tiderne, udgivet af De Samvirkende Danske Husmandsforeninger i anledning af de provinsielle samvirksomheders 50 års jubilæum, Det Danske Forlag, København 1952. Værket er et hovedværk i beskrivelse af husmandsbevægelsen på et tidspunkt, hvor husmandstanken stadig var i fremvækst.
Skrubbeltrangs hovedværk var Det danske Landbosamfund 1500-1800 (1978), som grundigt gennemgår den danske bondesamfunds udvikling, både økonomisk, politisk og socialt, i perioden fra renæssancen til tiden omkring landboreformernes indvirkning.
Skrubbeltrang spillede en stor rolle i at få belyst landbrugsbefolkningens liv og samfundsmæssige betydning i Danmarkshistorien. Han formåede med sin forskning at åbne nye veje og kilder til at fortælle om den del af Danmarks befolkning, som førhen havde været tavse i historieforskningen.

## Nekrolog
- Claus Bjørn: "Fridlev Skrubbeltrang 5. august 1900 – 12. februar 1988" (Historisk Tidsskrift, 15. række, Bind 3; 1988)
- Peter Henningsen: "Et barn af sin tid. Claus Bjørn om Fridlev Skrubbeltrang og dansk landbohistorie" (Fortid og Nutid 2002, nr. 3; s. 219-232) Arkiveret 17. juli 2014 hos  Wayback Machine

## Forfatterskab
- Fridlev Skrubbeltrang: Den danske Bonde 1788-1938; 1938
- Fridlev Skrubbeltrang: "Bondeskifter og foldudbytte" (Fortid og Nutid XIII; 1939)
- Fridlev Skrubbeltrang: Husmand og Inderste. Studier over sjællandske Landboforhold i Perioden 1660-1800; København 1940 (Reprografisk genudgivet og forlagt af Selskabet for Udgivelse af Kilder til Dansk Historie; København 1977); ISBN 87-7500-831-9
- Fridlev Skrubbeltrang: "Hoveriindberetninger som Kilder til dansk Landbohistorie" (Fortid og Nutid XIV; 1941)
- Fridlev Skrubbeltrang: "Kapiteltakster og Kirkekøb paa Sjælland i det 18. Aarhundrede" (Festskrift til Erik Arup; 1946)
- Fridlev Skrubbeltrang: "Christian D. F. Reventlow som danske Historikere har set ham" (Årbog for Lolland-Falster, 5. række, II; 1947)
- Fridlev Skrubbeltrang: Den danske husmand. Husmænd og husmandsbevægelse gennem tiderne; I. (Det danske forlag, 1952).
- Fridlev Skrubbeltrang: "Om brugen af landbohistorisk talmateriale" (Fortid og Nutid XIX; 1955)
- Fridlev Skrubbeltrang: "Strejftog blandt østjyske bønder i det 18. århundrede" (Østjysk Hjemstavn XXVI; 1961)
- Fridlev Skrubbeltrang: Det indvundne Danmark; Udgivet af Det danske Hedeselskab; Gyldendal, København 1966
- Fridlev Skrubbeltrang: "M. H. Løvenskiolds hoveridagbog 1795-97" (Bol og By 7; 1973)
- Fridlev Skrubbeltrang: Det danske Landbosamfund 1500-1800; Den danske historiske Forening 1978; ISBN 87-87462-09-5

### På internettet
- Fridlev Skrubbeltrang: "Nogle Kilder til ældre dansk Landbrugsstatistik" (Historisk Tidsskrift, 11. række, Bind 1; 1944) Arkiveret 21. september 2020 hos  Wayback Machine
- Fridlev Skrubbeltrang: "Fæstegården som forsørger" (Historie/Jyske Samlinger, Ny række, Bind 5; 1959) Arkiveret 5. marts 2016 hos  Wayback Machine
- Fridlev Skrubbeltrang: "Studier over gårde, gårdbrugerantal og brugsstørrelser i det 17. århundrede" (Historisk Tidsskrift, 12. række, Bind 5; 1971) Arkiveret 16. marts 2012 hos  Wayback Machine